# 이로운 (배우)
이로운(2009년 9월 16일~)은 대한민국의 배우이다.

## 학력
- 감정초등학교(졸업)

## 출연작

### 드라마
- 2015년 SBS 일일드라마 《달려라 장미》
- 2015년 KBS2 TV소설 《그래도 푸르른 날에》
- 2015년 MBC 주말드라마 《여왕의 꽃》
- 2015년 MBC 일일드라마 《아름다운 당신》
- 2015년 KBS2 일일드라마 《다 잘될 거야》 - 장민우 역
- 2016년 SBS 아침드라마 《내 사위의 여자》
- 2017년 MBC 월화드라마 《역적 : 백성을 훔친 도적》 - 어린 홍길동 역 (윤균상 아역) (1회~4회)
- 2017년 MBC 아침드라마 《훈장 오순남》 - 강세종 역
- 2018년 tvN 주말드라마 《무법 변호사》 - 어린 봉상필 역 (이준기 아역)
- 2019년 KBS2 주말드라마 《세상에서 제일 예쁜 내 딸》 - 한태호 역

### 영화
- 2015년 영화 《애기손가락》 ... 현우 역
- 2017년 영화 《아들에게 가는 길》 ... 아들 원효 역
- 2019년 영화 《어린 의뢰인》 ... 장호 역
- 2023년 영화 《살수》 ... 칠복 역

### 예능
- 《할머니네 똥강아지》(MBC, 2018년) - 파일럿 1회(3월29일 방송), 2회(4월4일 방송), 프리퀄(5월30일), 정규 1회~12회(6월14일~9월13일) 친할머니 안옥자와 함께 출연
- 《슈퍼맨이 돌아왔다》(KBS2, 2017년) - 204회(10월29일 방송) 샘 해밍턴, 윌리엄과 함께 출연
- 《해피투게더3》(KBS2, 2017년) - 508회(7월20일 방송) 2부 '조동아리-30년을 이어라' 아역특집 게스트
- 《나 혼자 산다》(MBC, 2017년) - 193회(2월17일 방송) 박나래와 함께 출연
- 《투모로우 클라스》(JTBC, 2021년)

### 광고
- 《롯데리아-모짜새우버거》(2017년) - TVCF
- 《팔도비빔면》(2017년) - TVCF
- 《변신로봇또봇-쪼꼬베이스》(2015년) - TVCF

## 수상
| 연도 | 시상식                  | 부문       | 작품                    | 결과 |
| ---- | ----------------------- | ---------- | ----------------------- | ---- |
| 2017 | MBC 연기대상            | 아역상     | 역적 : 백성을 훔친 도적 | 수상 |
| 2019 | 2019 아시아 모델 어워즈 | 키즈모델상 | 빈칸                    | 수상 |